# 696 г. пр.н.е.

## Събития

### В Европа
- В Древна Гърция се провеждат 21-те Олимпийски игри. Победител в дисциплината бягане на разстояние един стадий става Пантакъл от Атина, който с победата си прекъсва многото последователни победи на състезатели от полуостров Пелопонес.[1]

### В Западна Азия

#### В Асирия
- Цар на Асирия е Сенахериб (705 – 681 пр.н.е.).[2]
- Вавилон е управляван от Ашур-надин-шуми (700 – 694 пр.н.е).[3]
- Асирийският цар изпраща военна експедиция, която потушава въстание в Киликия. Разбунтувалите се градове Ингира (Анхиала), Тарс и Илубру са превзети, а водачът на въстаниците Кируа откаран с пленената плячка в Ниневия.[4]

#### В Елам
- Цар на Еламитското царство е Халушу-Иншушинак II (699 – 693 пр.н.е.).[2]

#### Във Фригия
- През 696/5 г. пр.н.е. кимерийците, които са постигнали големи успехи в Мала Азия с превземането на Кападокия и гръцкия град на Черно море Синопе, нахлуват във Фригия и започват завоеванието на царството на Мидас, което завършва успешно към 680 пр.н.е.[5]
- 696/5 г. пр.н.е. са вероятни години, в които Мидас се самоубива, а Гордион е разрушен поради успешното кимерийско нашествие. Според Евсебий, в Хроникa, царят е принуден да пие кръв от бик, за да си отнеме живота.[6] Друга година посочвана от съвременни изследователи е 676 пр.н.е.[7]